# جاش کوبرن
جاش کوبرن (انگلیسی: Josh Coburn؛ زادهٔ ۶ دسامبر ۲۰۰۲) بازیکن فوتبال است.